# Cajanus rugosus
Cajanus rugosus är en ärtväxtart som först beskrevs av Robert Wight och George Arnott Walker Arnott, och fick sitt nu gällande namn av Laurentius Josephus Gerardus Jos van der Maesen. Cajanus rugosus ingår i släktet Cajanus och familjen ärtväxter. Inga underarter finns listade i Catalogue of Life.